# بي بي سي تو
بي بي سي تو (بالإنجليزية: BBC Two)‏ هي القناة التلفزيونية الرئيسية الثانية لهيئة الإذاعة البريطانية (بي بي سي) في المملكة المتحدة، وجزيرة مان وجزر القنال.
في 1 يوليو 1967، خلال بطولة ويمبلدون، أصبحت قناة بي بي سي تو أول قناة في أوروبا تبدأ البث العادي بالألوان، باستخدام نظام بال.